# Stephanopis cambridgei
Stephanopis cambridgei är en spindelart som beskrevs av Tord Tamerlan Teodor Thorell 1870. Stephanopis cambridgei ingår i släktet Stephanopis och familjen krabbspindlar. Inga underarter finns listade i Catalogue of Life.